# Paul Erdman
Paul Erdman (Ontario, 19 maggio 1932 – Sonoma County, 23 aprile 2007) è stato uno scrittore e finanziere statunitense.
Mettendo a frutto la sua esperienza nel mondo degli affari ha scritto a partir dagli anni settanta numerosi thriller di ambientazione finanziaria (per definire il suo genere letterario è stata coniata l'espressione fantafinanza).
È morto poco prima di compiere 75 anni a causa di un cancro.

## Scritti
- The Billion Dollar Sure Thing (1973)
- The Silver Bears (1974)
- The Crash of '79 (1976)
- Gli ultimi giorni dell'America (1981)
- The Panic of '89 (1986)
- The Palace (1987)
- The Swiss Account (1992)
- Zero Coupon (1993)